# 卡佛之家

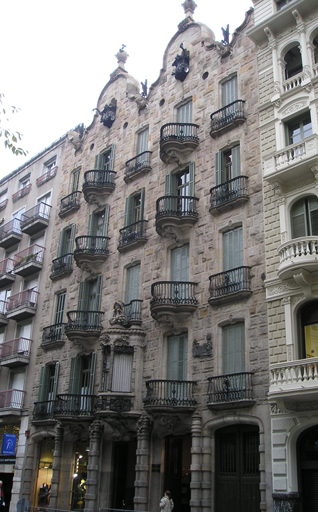
卡佛之家

卡佛之家（Casa Calvet，加泰隆尼亞語發音：[ˈkazə kəɫˈβɛt]）是位於西班牙巴塞隆納的一座建築，由安東尼·高第設計。該建築是一座商業地產，同時也是私人住宅。一些高第的研究者認為這座建築是高第設計的建築中外觀最為平凡的建築，可能與其位於巴塞隆納市中心的地理位置有關，但仍有一些現代元素。
41°23′27″N 2°10′23″E / 41.39083°N 2.17306°E